# Massif des Baronnies
Pour l’article homonyme, voir Baronnies (Provence).
Le massif des Baronnies est un massif des Préalpes du Sud situé principalement dans le département de la Drôme.

## Géographie

### Situation
Ce territoire montagneux se confond en grande partie avec celui des Baronnies, région naturelle et historique du Dauphiné.
Il est entouré par le massif du Diois au nord de l'Eygues, le Bochaine au nord-est du Buëch, les Préalpes de Digne à l'est de la Durance et l'ensemble mont Ventoux-montagne de Lure des monts de Vaucluse au sud.

### Principaux sommets
- la montagne de Mare (1 622 m)
- la montagne de Chanteduc (1 560 m)
- le rocher de Beaumont (1 545 m)
- la montagne de Chamouse (1 532 m)
- la montagne de Palle (1 484 m)
- le sommet de la Platte (1 482 m)
- la montagne de l'Arsuc (1 461 m)
- la montagne du Buc (1 442 m)
- le serre de Chabuisse (1 432 m)
- la montagne de Tuen (1 416 m)
- la montagne de Chabre (1 393 m)
- la Vanige (1 391 m)
- la montagne d'Herc (1 383 m)
- la montagne de Banne (1 382 m)
- la montagne de Bergiès (1 367 m)
- la montagne de la Clavelière (1 359 m)

### Géologie
Le massif comporte une succession de chaînons assez étroits et de dépressions plus ou moins larges, d’orientation générale ouest-est ; les formations représentées s’étalent du Jurassique supérieur (Oxfordien) au Crétacé (Coniacien).
Ce territoire est composé de moyennes montagnes marno-calcaires. La plupart des sommets ont une altitude comprise entre 1 000 et 1 600 m. Les petites vallées parfois creusées en gorges par les cours d’eau sont orientées en tous sens. L’ensemble crée un relief très compartimenté.

### Flore
Les espèces végétales, sauvages ou non, les plus répandues du massifs sont la lavande, le sapin, les chênes verts et les chênes pubescents, ainsi que de très nombreuses espèces d’orchidées. La rarissime pivoine s’épanouit dans les éboulis calcaires ou sur les crêtes tandis que le Sabot de Vénus se cache sous les hêtres. L’euphorbe et la catananche poussant au soleil du midi, la gentiane de Koch et les hélianthèmes colorent les pelouses d’altitude que les chamois ne manquent pas de fréquenter.

### Faune
Des espèces animales parmi d'autres typiques de la région sont le vautour fauve, le chevreuil et le sanglier, le hibou grand-duc, le lézard vert, le lièvre voire le chamois, le lynx et le loup (vu dans la vallée du Jabron[réf. nécessaire]), etc.